# Co taka miła dziewczyna jak ty robi w takim miejscu?
Co taka miła dziewczyna jak ty robi w takim miejscu? (oryg. What's a Nice Girl Like You Doing in a Place Like This?) – film krótkometrażowy z 1963 w reżyserii Martina Scorsese powstały podczas studiów na Uniwersytecie Nowojorskim. 

## Fabuła
Film opowiada o pisarzu, który ma obsesję na punkcie obrazu, wiszącego na ścianie w jego mieszkaniu.